# هرنان بولانوس
هرنان بولانوس (انگلیسی: Hernán Bolaños; ۲۰ مارس ۱۹۱۲ – ۹ مهٔ ۱۹۹۲) بازیکن فوتبال اهل کاستاریکا بود.
از باشگاه‌هایی که در آن بازی کرده‌است می‌توان به باشگاه ورزشی آئوداکس ایتالیانو اشاره کرد.
وی همچنین در تیم ملی فوتبال کاستاریکا بازی کرده‌است.
وی در مسابقات کشوری و بین‌المللی در مجموع برندهٔ ۲ مدال نقره شده‌است.